# Агнесса Магдалена Ангальт-Дессауская
Агнесса Магдалена Ангальт-Дессауская (нем. Agnes Magdalene von Anhalt-Dessau; 29 марта 1590, Дессау — 24 октября 1626, Эшвеге) — принцесса Ангальт-Дессауская, в замужестве ландграфиня Гессен-Кассельская.

## Биография
Агнесса Магдалена — вторая дочь князя Иоганна Георга I Ангальт-Дессауского и его первой супруги Доротеи Мансфельд-Арнштейнской (1561—1594), дочери графа Иоганна Альбрехта VI Мансфельда в Арнштейне.
14 июня 1617 года в Дессау Агнесса Магдалена Ангальт-Дессауская вышла замуж за ландграфа Отто Гессен-Кассельского, сына Морица Гессен-Кассельского. Спустя всего несколько недель после заключения брака Отто застрелился в результате несчастного случая. Девять лет вдовствующая Агнесса Магдалена провела в своих владениях в Эшвеге, где занималась лекарственными средствами и испытала ужасы начинавшейся Тридцатилетней войны. Агнесса Магдалена находилась в длительном конфликте со своим свёкром Морицем Гессен-Кассельским, планировавшим передать её вдовьи владения собственной супруге Юлиане Нассау-Дилленбургской. Агнесса Магдалена была похоронена в церкви Святого Дионисия в Эшвеге.